# 213
Cette page concerne l'année 213  du calendrier julien. Pour l'année 213 av. J.-C., voir 213 av. J.-C. Pour le nombre 213, voir 213 (nombre).
L'année 213 est une année commune qui commence un vendredi.

## Événements
- Printemps[1] : Caracalla se rend en Gaule narbonnaise, dont il fait mettre à mort le gouverneur ; il tombe malade[2].
- 20 mai : les Frères Arvales saluent Caracalla comme Germanicus maximus. La guerre est déclarée contre les Germains[3].
- 11 août : Caracalla franchit le limes de Rhétie par la porte de Rainau-Dalkingen[4]. Début d'une campagne victorieuse contre les Chattes et les Alamans, les derniers mentionnés pour la première fois. Malgré cette victoire, les Alamans vont se déplacer et constituer progressivement un royaume[5]. Caracalla fait renforcer d’un mur de pierre épais de trois mètres doublé d'un fossé le limes de Rhétie entre Sankt Goar et Mayence[6].
- 6 octobre : les Arvales célèbrent la victoire de Caracalla, qui obtient le titre de Germanicus maximus, sa troisième salutation impériale et les honneurs du triomphe[7].
- Avant la fin de l'année, Caracalla visite un sanctuaire du dieu guérisseur Apollon Grannos à Faimingen en Rhétie où à Grand[8].
- Hiver 213-214 : séjour possible de Caracalla à Sirmium[9].

- Chine : Cao Cao crée officiellement le duché de Wei, dont il est promu roi en 216[10].

## Décès en 213
- Pang Tong, général chinois, lors d'une embuscade.
- Cheng Pu, général chinois.